# Metod
Metod je moško osebno ime.

## Izvor imena
Ime Metod izhaja iz grškega imena Μεθoδιoς (Methódios). To razlagajo kot pridevnik iz grške besede μεθoδoς (méthodos) v pomenu »pot, ki vodi k nečemu, način učenja ali preiskovanja, preiskava, preiskovanje, metoda«.

## Različice imena
- moške različice imena: Metodi, Metodij, Metodija, Metodije
- ženski različici imena: Metoda, Metodija

## Pogostost imena
Po podatkih Statističnega urada Republike Slovenije je bilo na dan 31. decembra 2007 v Sloveniji število moških oseb z imenom Metod: 902. Med vsemi moškimi imeni pa je ime Metod po pogostosti uporabe uvrščeno na 175. mesto.

## Osebni praznik
V koledarju je ime Metod zapisano: 14. februarja (Metod, škof in slovanski apostol, † 14. feb. 885) in 14. junija (Metod, carigrajski škof, † 14. jun. 874).

## Zanimivosti
- V Sloveniji je šest cerkev posvečenih Cirilu in Metodu, ki veljata za zavetnika proti neurju.
- V šaljivi ljudski pesmici nastopata Metod in Ciril: Ciril in Metod, sta srala po pot...